# Plaza Juan XXIII (Buenos Aires)

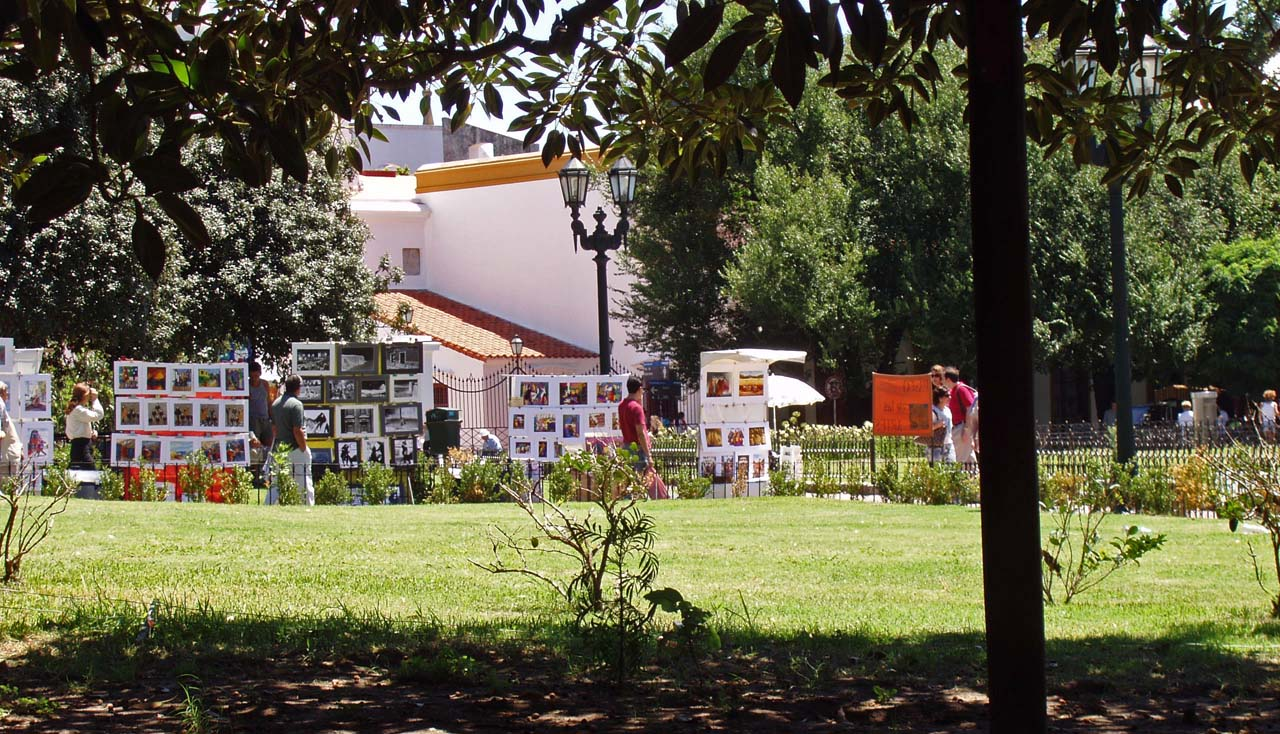
Extremo norte de la plaza, mirando hacia la Basílica Nuestra Señora del Pilar.

La Plaza Juan XXIII es un espacio verde ubicado en el barrio de Recoleta de la ciudad de Buenos Aires, Argentina. Recibió ese nombre en 1975, como homenaje a Angelo Giuseppe Roncalli, papa de la Iglesia católica entre 1958 y 1963. Forma parte de un amplio conjunto de plazas diseñado por Carlos Thays y, junto a la Plaza Intendente Alvear, conforma el tradicional Paseo de la Recoleta. Antes de ganar su nombre actual, fue primero parte de la Plaza Alvear, y luego parte de la Plaza Ramón Cárcano.
Se encuentra delimitada por la Avenida Alvear, las calles Eduardo V. Haedo, Presidente Roberto M. Ortiz y la Avenida Quintana, cuya prolongación peatonal como Paseo Chabuca Granda la separó de la actual Plaza Intendente Alvear. La plaza se ubica así enfrente del acceso principal al Cementerio de la Recoleta y fue históricamente escenario de procesiones fúnebres.

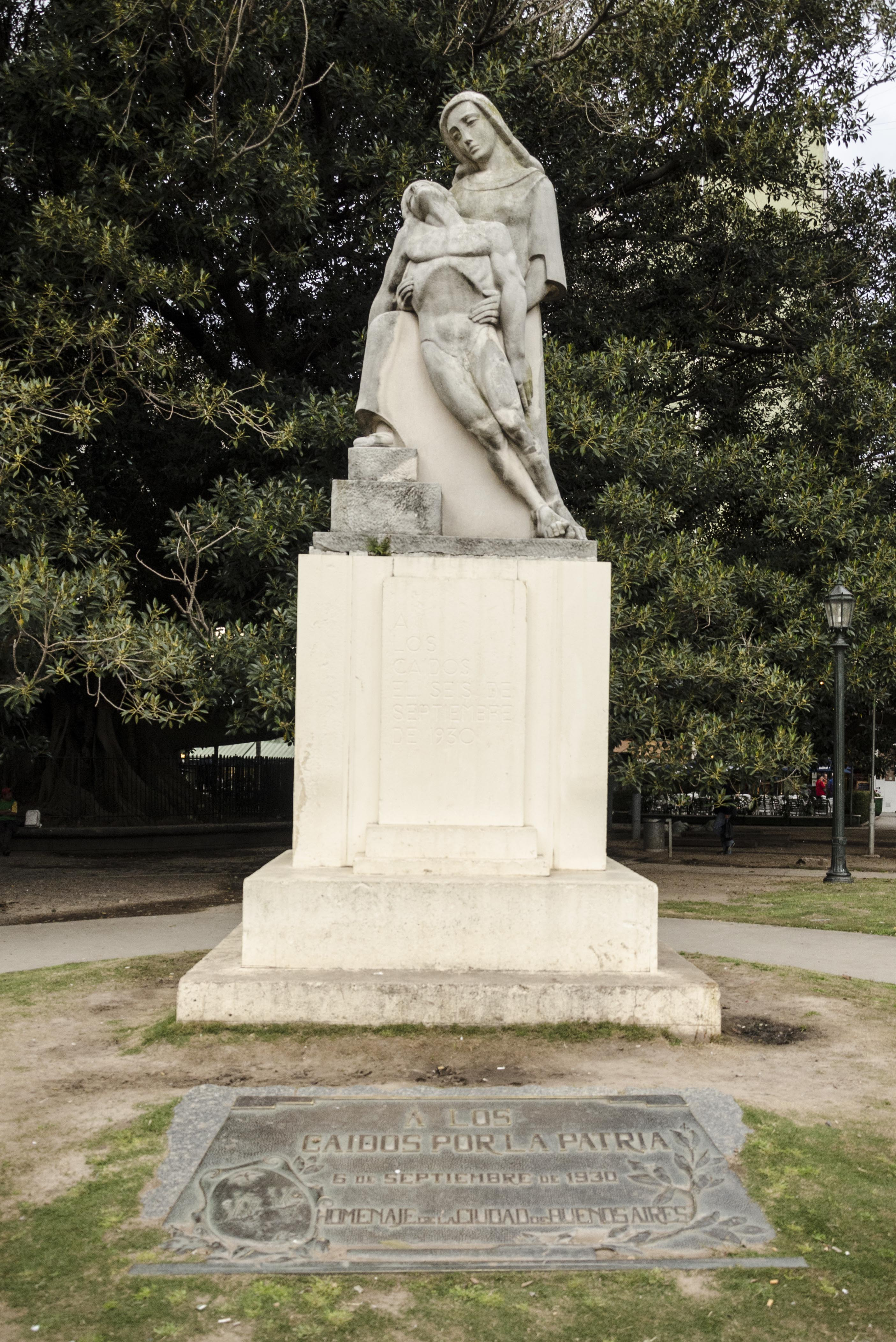
Monumento A los caídos el 6 de septiembre.

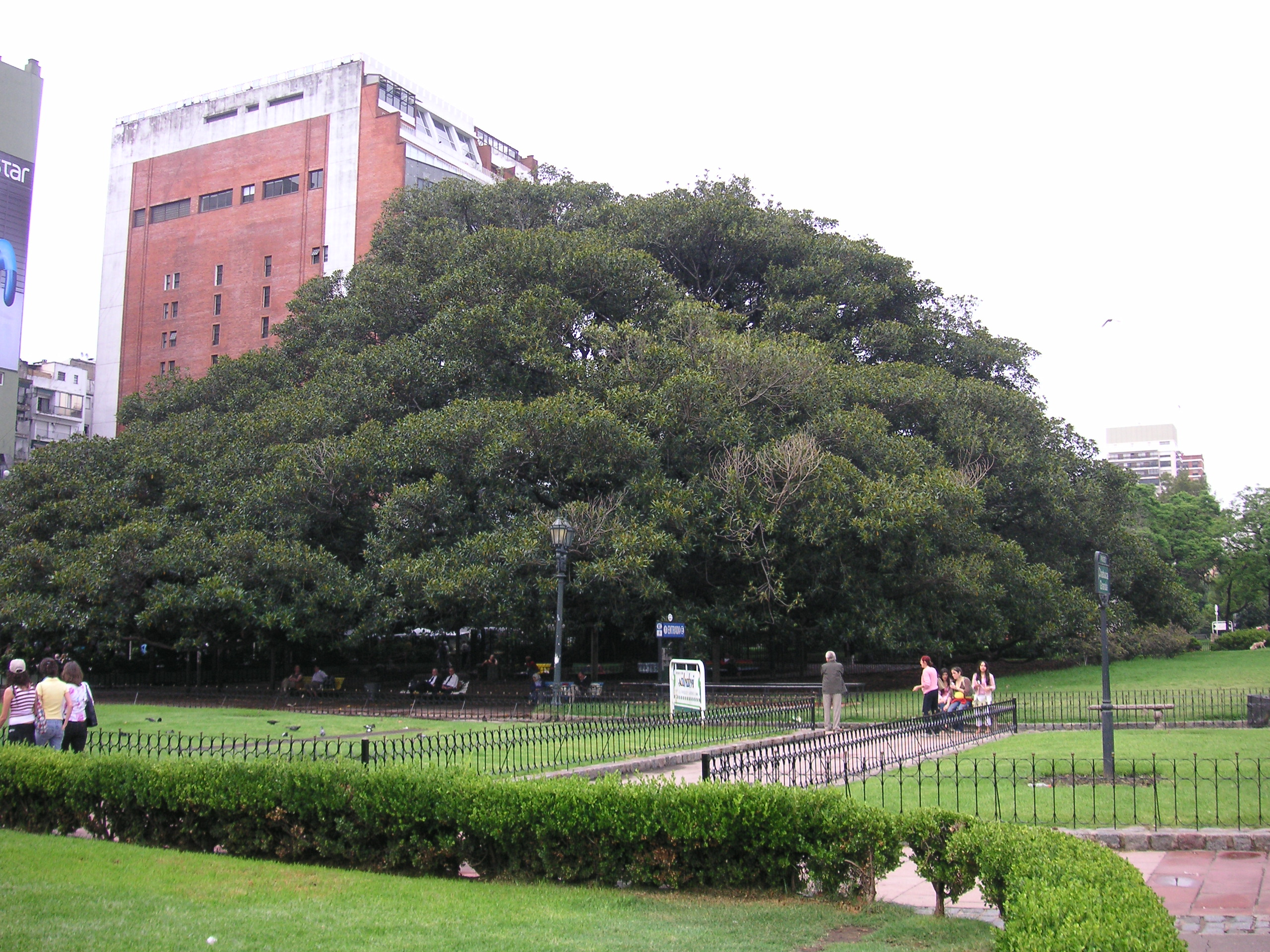
Centenario gomero ubicado en el extremo este de la plaza.

En el centro de la plaza está ubicado el monumento A los caídos el 6 de septiembre, construido por suscripción popular en 1932 bajo la dictadura de José Félix Uriburu en homenaje a los muertos durante el golpe de Estado del 6 de septiembre de 1930 contra el gobierno constitucional de Hipólito Yrigoyen. La escultura, en que una madre sostiene en brazos a su hijo muerto, es obra del escultor argentino Agustín Riganelli y está identificada como un homenaje de la Ciudad de Buenos Aires "a los caídos por la Patria" el 6 de septiembre de 1930. En 1976 se dispuso emplazar también en la plaza la escultura Flor de Irupé de Luis Perlotti, pero finalmente en 1980 fue trasladada a su ubicación actual en el Parque Centenario. Hay otra obra menor en la Plaza Juan XXIII, una reproducción en cerámica del cuadro Ángel esparciendo flores del reconocido artista Raúl Soldi, que fue emplazada en 2001.

En su extremo este se destaca un famoso gomero sobre cuya antigüedad y origen existen varias versiones contradictorias. Según una, fue plantado por los padres recoletos, que dieron nombre al paraje, y que habían construido en esos terrenos una suerte de jardín botánico. Otra fuente señala que habría sido Martín de Altolaguirre, propietario de estas tierras, quien lo habría plantado, aunque a su vez las fechas fluctúan entre los años 1790 y 1826. En el año 2014 se inauguró una escultura que sostiene una de las ramas del Gomero, conocida como "Atlas de Recoleta", del escultor uruguayo autodidacta Joaquín Arbiza Brianza. 

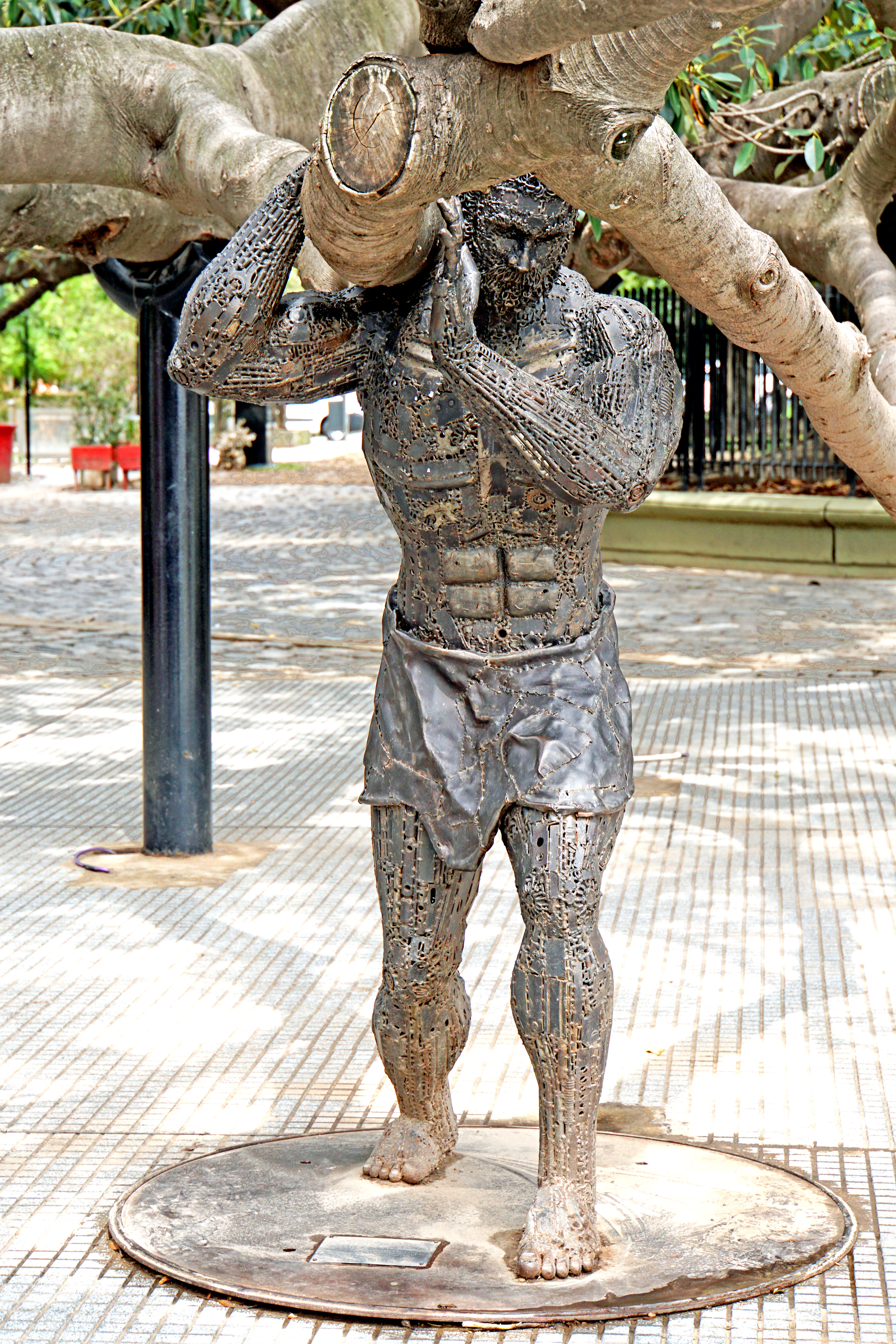
Atlas de Recoleta

El margen sureste de la plaza es ocupado por terrazas de bares y restaurantes, como el café La Biela. Asimismo, en días de semana y feriados parte de la plaza es ocupada por una prolongación de la feria artesanal conocida como Plaza Francia.
La normativa es inconsistente con respecto a la catalogación del espacio verde. Algunos registros legales de la Ciudad Autónoma de Buenos Aires refieren a la Plaza Juan XXIII mientras que en ocasiones es mencionada como una plazoleta.